# ألان كامبل (لاعب كرة قدم أيرلندي)
ألان كامبل (بالإنجليزية: Alan Campbell)‏ (10 أغسطس 1960 في جمهورية أيرلندا - ) هو لاعب كرة قدم أيرلندي في مركز الهجوم. شارك مع منتخب جمهورية أيرلندا لكرة القدم. أما مع النوادي، فقد لعب مع راسينغ سانتاندير ولوغرونيس ونادي بيرخيم ونادي دندي ونادي شامروك روفرز وفورفار أثلتيك ‏ ودوري أيرلندا الحادي عشر ‏.

## وصلات خارجية
- ألان كامبل على موقع قاعدة بيانات كرة القدم.إي يو (الإنجليزية)
- ألان كامبل على موقع ناشيونال فوتبول تيمز (الإنجليزية)